# Šipak (plod)
Šipak, cynorhhodon, plod je biljaka botaničkog roda Rosa. Često se i za biljku i za njezine plodove koriste još i nazivi divlji šipak, divlja ruža, pasja drača, srbiguzica, šipurina, šipurak, šepurika.

## O biljci
Tijekom prve godine rastu uspravne grane koje se kasnije razvijaju u mnogobrojne viseće grane. Grm ima oštre bodlje. Listovi rastu naizmjence, pretežno su ovalnog oblika i nazubljeni, ali oblik varira ovisno o vrsti. Vrste prisutne u Europi u prirodi najčešće cvjetaju jednokratno u dužem ili kraćem razdoblju od svibnja do početka srpnja, a cvijet im je bijele ili svijetlo ružičaste boje. Ruže u prirodi rastu na gotovo cijeloj sjevernoj polutci, najviše vrsta u Euroaziji i sjevernoj Africi, tek nekoliko u Sjevernoj Americi, a zanimljivo je da ih na južnoj polutci u prirodi nema. Mnoge vrste njeguju se kao kultivirane od početaka čovječanstva.

## Opis ploda
Najčešće ovalnog oblika, narančasto crvene boje, ali mogu varirati od žute do tamno ljubičaste i crne boje. Slatko-kiselog okusa, bere se u rujnu, listopadu i studenome, prije nego prezori. Rabi se svjež i osušen, a očišćen od koštica i dlačica može se konzervirati i zamrzavanjem kao i ukuhavanjem sve dok pektini iz ploda ne geliraju, čime se dobiva kvalitetan pekmez. Za potrebe konzerviranja suše se na temperaturi do 50°C da zadrže prirodnu boju i ljekovita svojstva. 

## Ljekovita svojstva
Šipak ima vrlo velike količine vitamina C (1700–2000 mg za 100 g) najviše nakon crnog ribizla, a posebno je važno što se kuhanjem ne gubi. Količina vitamina C ne ostaje dugo stabilna, već se nakon jedne godine u plodovima, pekmezu ili likeru smanji na samo jednu četvrtinu od prvotne vrijednosti. Osim vitamina C sadrži i vitamine A, D i E, masne kiseline i antioksidant flavonoid.
Pripisuju mu se mnoga medicinska svojstva, od otklanjanja malaksalosti, umora, anemije (slabokrvnosti), kao i antiupalna svojstva pri upalama unutarnjih organa. Plodovi sadržavaju značajan postotak voćnog šećera - 22%, bjelančevina 3,6% i masti 0,7%. Zatim sadrže vitamine B1, B2, naicin i karotene (provitamin A), vitamin E. Vrlo je značajan i sadržaj mineralnih tvari, naročito kalija. Odlikuju se i bogatim sadržajem željeza, magnezija, fosfora i sumpora, u manjoj mjeri flavonide, tanine, voćne kiseline i pektine 25%. Sjeme šipka sadrži tragove vitamina C, dekstrin, vanilin, voćne kiseline i oko 9% ulja. U ulju dobivenom iz klice nalazi se 47 mg alfa i beta tokoferola (vitamina E) na 100 grama.

## Uporaba šipka
Najviše se uporabljuje za pripremanje čajeva, posebno uz dodatak hibiskusa, te za proizvodnju sirupa, marmelada, raznih namirnica. Može se jesti i sirov, ali zbog brojnih dlačica koje sadrži izaziva neugodan svrab, koji mu je i dao ime srbiguzica.
Vitamin C, u kombinaciji s ostalim mnogim korisnim tvarima u šipku, lako se apsorbira u probavnom traktu. U prehrani se rabi kao čaj, pekmez, marmelada. Preporuča se naročito starijim osobama kod kojih je oslabljena apsorpcija u probavnim organima.
Šipak je blag purgativ (sredstvo za čišćenje) zbog sadržaja voćnih kiselina i pektina. Preporučljiv je kod dojilja, jer vitamin C prelazi iz pripravaka šipka lako prelazi u mlijeko, i dobro utječe na razvoj dojenčeta. Zbog svog diuretskog djelovanja (uzrokuju povećano izlučivanje urina) preporuča se kod gihta, reume, bubrežnog pijeska i kamenca.
Preporuča se u zimskim mjesecima, kada su česte prehlade i povišena temperatura, jer uspješno snižava povišenu temperaturu. Protiv prehlade dobro je piti šipkov čaj zajedno s lipom. Poznate su i mnoge ljekovite tinkture od šipka. Čaj od šipka s lipom: pomiješa se 250 grama šipka i 200 grama lipe, dvije žlice mješavine prelije se 1 litrom hladne vode i lagano kuha pet minuta, ostavi da stoji 30 minuta. Doda se med i sok od jednog limuna. Dnevno se pije 2-3 šalice čaja.

## Načini konzerviranja
Za sušenje, šipak valja ubrati prije nego potpuno sazrije i omekša (macerira). Ubranog treba uzdužno prerezati i osušiti, izvaditi sjemenke (koštice), a nakon toga sitno izrezati ili samljeti. Najviše se cijeni osušeni šipak koji je zadržao lijepu crvenu boju. Takav se dodaje različitim smjesama za čaj, a zamjena je za ruski čaj. No, najbolji je čaj od čistog šipka koji sadrži visok postotak vitamina, a prednost mu je što je lijepe boje, ugodna okusa i treba ga manje sladiti zbog nešto većeg sadržaja šećera u plodu. U većim količinama sjemenke (koštice) štetno djeluju na kičmenu moždinu i na srce.
U proljeće se sabiru latice divlje ruže, te se od njih pravi slatko ili džem, koji se uzima tri puta dnevno po žličicu uz prstohvat praška od preslice. Ovaj lijek lijeći sve plućne i unutarnje bolesti. Također, latice se koriste u pripravljanju salata, jedu se s jogurtom i sl. Listovi divlje ruže bogat su izvor vitamina C pa se, dok su mladi, sabiru i suše za pripremu vitaminskih čajeva.
Ružina jabučica ili bedegar (riječ je perzijskog podrijetla) naziv je dlakavu glavicu purpurnozelene boje što raste na vrskovima nekih grana, a koju uzrokuje ubod insekta srodnog pčeli: ružine ose šiškarice. To je izvanredno sredstvo za jačanje organizama, za brze zarašćivanje rana i opekotina s odignutim rubovima, aktivno sredstvo protiv znojenja (kod povišene tjelesne temperature), a naročito pospješuje izlučivanje mokraće (neke vrste mokraćnih kamenaca jednostavno mu ne mogu odoljeti). 

## Povijest
Iz daleke povijesti saznajemo, po nalazima u švicarskim sojenicama, da je šipak još u kameno doba bio poznat i omiljen kao pekmez. Njegova ljekovitost spominje se u Vedama, kao i djelima staroislandske književnosti i mitologije. Divlji šipak je od davnina poznat u ljekarstvu i u prehrani, pa je nekada služio kao hrana siromašnim slojevima. I danas ga narod rabi za liječenje zubobolje, bolesti bubrega, dizenterije i padavice. Neki narodi od šipka spravljaju kompote, salate, kolače, juhe i druga jela. Još su stari Rimljani vjerovali da šipak liječi bjesnoću, pa odatle i potječe znanstveni naziv biljke: Rosa canina.

## Sorte i vrste
Osim u našim krajevima najčešće prisutnih plodova pasje ruže, jednako uporabljivi i vitaminima bogati plodovi nalaze se i u ostalim vrstama ruža npr.:
- živična ruža (Rosa dumetorum)
- poljska ruža (Rosa arvensis)
- trnovita ruža (Rosa spinosissima)
- zimzelena ruža (Rosa sempervirens)
- rđasta ruža (Rosa rubiginosa)
- planinska ruža (Rosa pendulina)

## Vanjske poveznice
GRIN-Germplasm Resources Information Network  Arhivirana inačica izvorne stranice od 15. rujna 2012. (Wayback Machine)